# سنجاقی

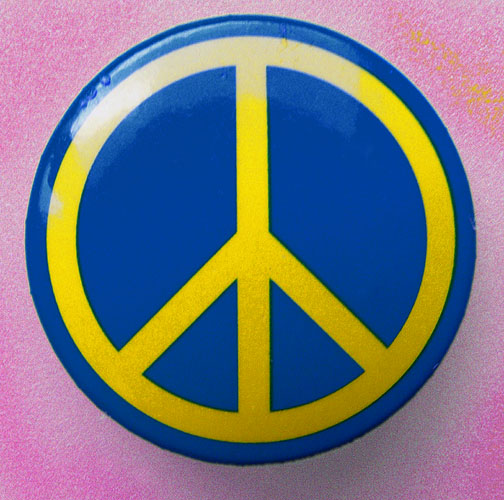
نماد صلح روی یک سنجاقی

سنجاقی ( این واژه در جامعه با معادل پیکسل رواج دارد ) (انگلیسی: Pin-back button) قطعه‌ای از جنس‌های مختلف در اشکال گوناگون، دارای تصویر یا نوشته‌ای بر رو و سنجاقی در پشت، که به کیف، لباس یا وسایل شخصی وصل می‌کنند.

## تاریخچه
اولین بار پیکسل‌ها در زمان بازگشایی نخستین مراسم ریاست جمهوری ایالت متحده در سال ۱۷۸۹ به کار برده‌شدند. آن‌هنگام بود که طرفداران جورج واشنگتن برای بار نخست با نصب پیکسل‌هایی با شعار یکسان بر روی لبه‌ی کت خود طرفداریشان را اعلام کردند.
بنجامین اس.وایتهد در سال ۱۸۹۳ بود که یک ورقه شفاف از جنس سلولوئید برای حفاظت عکس از خراش را اختراع کرد و در ۲۱جولای۱۸۹۶ بود که به همراه آقای هاگ یک پین فلزی به پشت پیکسل نصب کردند.
در سال ۱۸۹۸ که تولید پیکسل‌ها به شکل انبوه صورت گرفت، با چاپ شخصیت کارتونی The Yellow kid بر روی دایره‌های خاصی همراه یک عدد آدامس به کودکان هدیه داده می شد.
شما می‌توانید احساسات زیادی مثل دوست داشتن، ترس، امید، علاقه، ناامیدی را بر روی آن پیاده کنید. حتی اگر طرفدار یک شخصیت یا یک سبک خاص هستید را با استفاده از این پیکسل‌ها نشان دهید. در موارد خیلی قشنگ‌تر به عنوان یادگاری عالی برای آدمهایی که ممکنه از آنها دور باشیم. شایدم یک هدیه هیجانی برای یک کودک کوچولو؛ یا یک سنجاق سینه؛ یک گیره برای وصل کردن کاغذها و یک هدیه خاص برای تولد استفاده کنیم.

## پیکسل چیست ؟
پیکسل را می‌توان یک نوع بج سینه نام برد که در چندسال گذشته طرفداران زیادی پیدا کرده‌است و در مقایسه با سایر بج‌ها خیلی راحت‌تر و مقرون به صرفه‌تر ساخته می‌شود و در بین قشر جوان دارای طرفداران زیادی شده‌است. پیکسل سنجاقی (pin-back button) در واقع همان دایره‌های جذابی هستند که معمولا به وسیله یک عدد سنجاق یا آهنربا به وسایل و یا لباس شما می‌چسبند و طرح‌های گوناگونی روی آنها قابل چاپ است.

## کاربرد پیکسل
پیکسل‌ها هم نوعی بج به حساب می‌آیند و کاربردهایی تقریباً شبیه بچ دارند، با این تفاوت که استفاده از پیکسل‌ها کمی متفاوت است و معمولاً سازمان‌ها یا ارگان‌ها بج را به پیکسل برتری می‌دانند.
لازم به ذکر است که هر فردی براساس علاقه خود می‌تواند عکس عزیزانش یا شعر مورد علاقه‌اش یا متن زیبایی را که دوست دارد بر روی پیکسل چاپ کرده و به کسی هدیه دهد یا بر روی کیف یا لباس و یا وسایل شخصی خود نصب کند.

## اجزا پیکسل
یک پیکسل از ۴ قسمت به وجود می‌آید:
۱. صفحه رویی : که تصویر برروی آن نقش می‌بندد.
۲. طرح چاپ شده : که به شکل دایره برش خورده و به اندازه ابعاد رویی است.
۳. سلفون شفاف : برروی تصویر جا می‌گیرد.
۴. قسمت پشتی : که به شکل سنجاقی،آهنربایی،جاکلیدی می‌باشد.